# M29 Weasel
Der M29 Weasel war ein von der Studebaker Corporation hergestelltes US-amerikanisches ungepanzertes Vollkettentransportfahrzeug des Zweiten Weltkrieges.

## Hintergrund
Der Ursprung für die Entwicklung des M29 Weasel waren die Ideen des britischen Erfinders Geoffrey Pyke. Dieser hatte im März 1942 Angriffe auf deutsche Truppen und industrielle Anlagen in Norwegen vorgeschlagen. Die deutsche Kernforschung des Zweiten Weltkrieges war an dem in Norwegen produzierten schweren Wasser interessiert. Das war den Alliierten bekannt und man ging davon aus, dass es ein deutsches Atombombenprogramm gäbe, welches um jeden Preis unterbunden werden müsse.
Der Erfinder Pyke wollte helfen, eine solche Entwicklung zu stoppen. Er schlug vor, die Anlagen des norwegischen Kraftwerks Vemork, in dem das schwere Wasser gewonnen wurde, mit Kommandotruppen zu zerstören. Hierbei sollten, nach Anpassung der ursprünglichen Planung durch den amerikanischen Stabschef George C. Marschall, kleine Kampfgruppen mit geländegängigen Kettenfahrzeugen eingesetzt werden, die auch in der Schneelandschaft Norwegens zuverlässig mehrere Ziele erreichen können sollten. Das entsprechende Entwicklungs-Project Plough sollte die kombinierte US-amerikanisch-kanadische Spezialeinheit, die First Special Service Force, noch vor dem Winter 1942–43 mit diesem Fahrzeug ausrüsten. Es sollte leicht genug sein, um in einem Flugzeug transportiert werden zu können und dann über dem Ziel per Fallschirm abgeworfen zu werden. Gleichzeitig sollte es gut genug motorisiert sein, um durch allen Arten von Schnee fahren zu können.
Die Briten, aus deren Reihen die Ideen kamen, wendeten sich an die Amerikaner, da man in Großbritannien nicht über die nötigen technischen Ressourcen verfügte, um ein solches Fahrzeug zu entwickeln. Die Amerikaner ihrerseits gaben das Projekt an die kanadischen Alliierten, die besonders erfahren mit Schneefahrzeugen waren. Der technische Ingenieur Georg Johann Klein, der später auch als Erfinder des elektrischen Rollstuhls galt, wurde in Ottawa vom National Research Council (NRC) mit dem Projekt betraut.
Bei der US-Army wurde der M29 Weasel vom M76 Otter abgelöst, dem seinerseits der M116 Husky, der M733 Amphibious Personnel Carrier von der Pacific Car and Foundry Company und endlich der Bandvagn 206 folgte.

## Entwicklung
Im Juni 1942 trafen sich Georg Klein und Geoffrey Pyke im historischen Château Laurier in Ottawa, um einen Entwurf auszuarbeiten. Dieser wurde in Kanada vom Ottawa NRC Research Labs als Prototyp gebaut und unter größter Geheimhaltung den amerikanischen Streitkräften vorgestellt. Von dem Entwurf überzeugt, wurden basierend auf den Plänen aus Ottawa eine Kleinserie für die Operation Plough bei dem US-amerikanischen Fahrzeughersteller Studebaker Corporation bestellt.
Die Ingenieure von Studebaker folgten nur bedingt der Konzeption von Klein und ersetzten die von ihm vorgesehene Gummikette und Gummilaufrollen durch Metallteile. Als Klein davon erfuhr, entwickelte er mit Rubber Labs in Ottawa eine eigene Gummikette. Beim Test des Studebaker Prototypen passierte was Klein schon erwartet und gewusst hatte. Eis und Schnee froren an der Kette und im Laufwerk fest und blockierten das Fahrwerk, so dass das Fahrzeug ausfiel. Letztlich wurde das von Klein entwickelte Fahrwerk mit Gummikette übernommen.
- Der Light Cargo Carrier T-15 wurde Anfang 1943 als bei der US Army eingeführt[2] und später  M28 Cargo Carrier (T15) genannt.[3][4]
- Der Light Cargo Carrier T24 wurde im Juli 1943 als nächstes Modell von der US-Army beschrieben.[5][6]
- Der M28 Cargo Carrier (T15) wurde im September 1943 als nächstes Modell von der US-Army beschrieben.[7][8]

Im Jahr 1943 wurde der weiterentwickelte Typ Light cargo carrier T 24 auch als M29 Cargo Carrier bekannt und anstelle des M28 produziert. In späteren Dokumenten wie das United States Army Field Manual Nr. FM 70-15 wurde als Kurzbezeichnung des Fahrzeuges „M29“ genutzt.
Angesichts vieler Herausforderungen auf dem pazifischen Kriegsschauplatz und den bevorstehenden Landungsoperationen auf dem europäischen Festland, entwickelten die Studebaker Ingenieure eine amphibische Variante, bei der vorne und hinten am Fahrzeug große Auftriebskörper an der Fahrzeugwanne montiert waren. Diese spezielle Variante wurde als Cargo Carrier M29C eingeführt.

## Technik

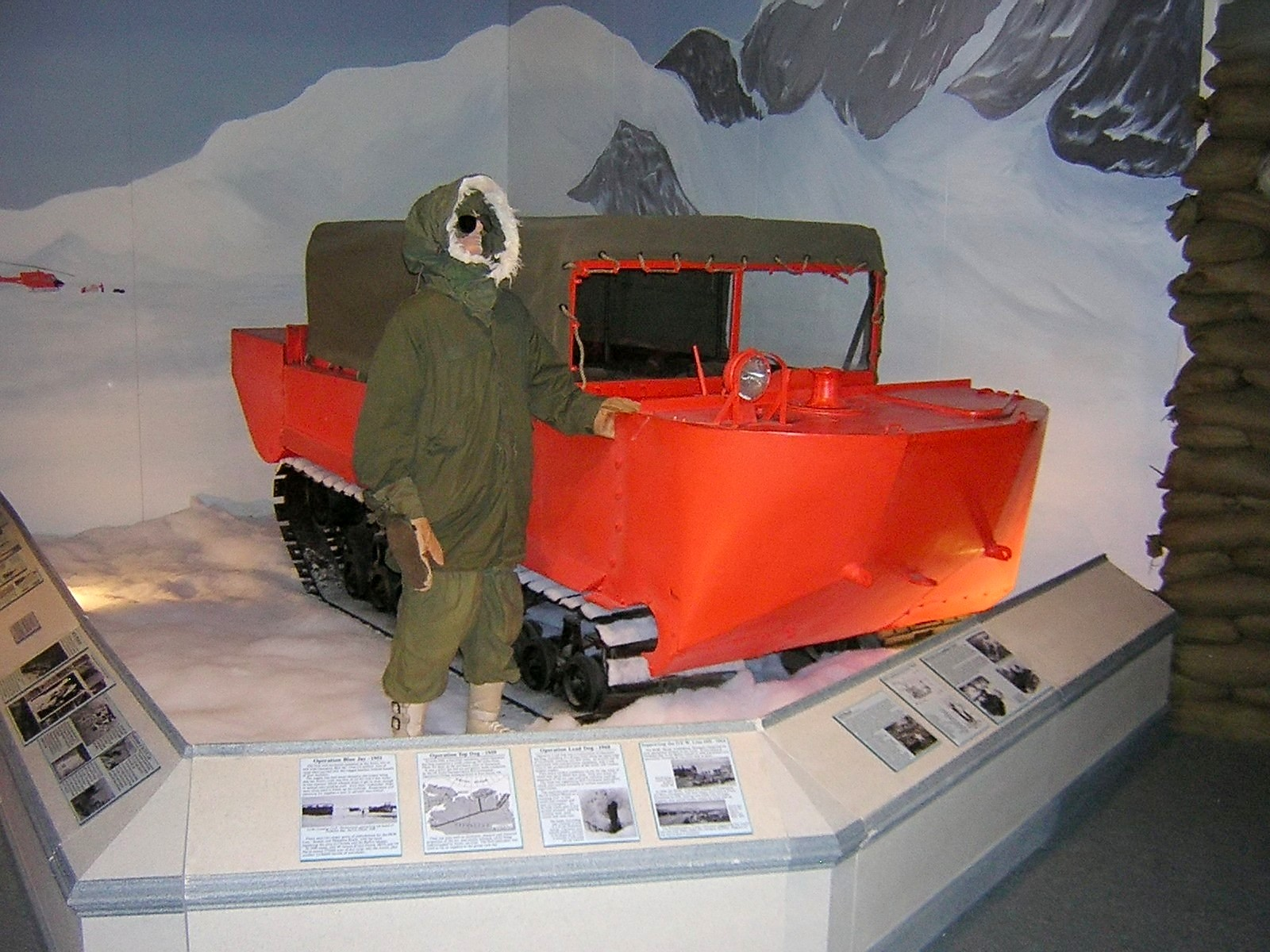
Ein M29 als Fahrzeug für den Einsatz in der Arktis

Der M29 ist ein sehr kleines Fahrzeug. Es wurde für den Einsatz in kalten und schneereichen Gegenden entworfen. Das ungepanzerte und unbewaffnete Fahrzeug hatte keine Fahrerkabine. Das Raupenfahrwerk war breiter als bei anderen Kettenfahrzeugen dieser Zeit, um in Schnee und Schlamm gute Fahreigenschaften zu gewährleisten. Der Studebaker-Motor erwies sich als sehr robust und zuverlässig. Ursprünglich war eine Bewaffnung zwar nicht vorgesehen, dennoch wurde bei einigen M28 und M29 am Heck ein schweres Maschinengewehr installiert. Ähnlich wie bei den auf Straßen eingesetzten Jeeps diente das MG zur Selbstverteidigung.

### M28 Cargo Carrier
Ersten Variante mit Motor hinten im Fahrzeug. Es ist in den Technical Manuals TM 9-893, TM 9-1893A und TM 9-1893B beschrieben.
Für den Carrier, Light Cargo, T15 wird im Handbuch zu Fahrzeugen der US Army von 1943 beschrieben, dass für die zweiköpfige Besatzung zwei .30-Zoll-Karabiner M1 im Fahrzeug mitgeführt wurden. Zusätzlich war als Bewaffnung ein Maschinengewehr .30 Browning M1918, ein Maschinengewehr .45 M1928 A1 oder ein Panzerabwehr-Raketenwerfer M1 möglich.
Das Fahrzeug hatte ein Leergewicht 1.568 kg und konnte eine Zuladung von 572 kg transportieren. Wodurch das zulässige Gesamtgewicht bei 2,2 t (2,4 ST) lag.
Der T15 war 3350 m (132 in) lang, 1520 mm (60 in) breit und 1700 mm (67 in) hoch.
Angetrieben wurde das Fahrzeug von einem Studebaker-6-Zylinder-Ottomotor Model 6-170 mit 169,6 in³ (2780 cm³) Hubraum und einer Motorleistung von 75 hp (56 kW).
Auch wenn das Fahrzeug nicht als Amphibienfahrzeug konzipiert war, war bereits bei diesem Modell eine hohe Watfähigkeit von 1040 mm und eine Schwimmfähigkeit ab 1110 mm Wassertiefe vorgesehen.

### M29 Cargo Carrier
Weiterentwickelte Variante mit dem Motor rechts vom Fahrer.

### M29C Cargo Carrier (Amphibische Variante)

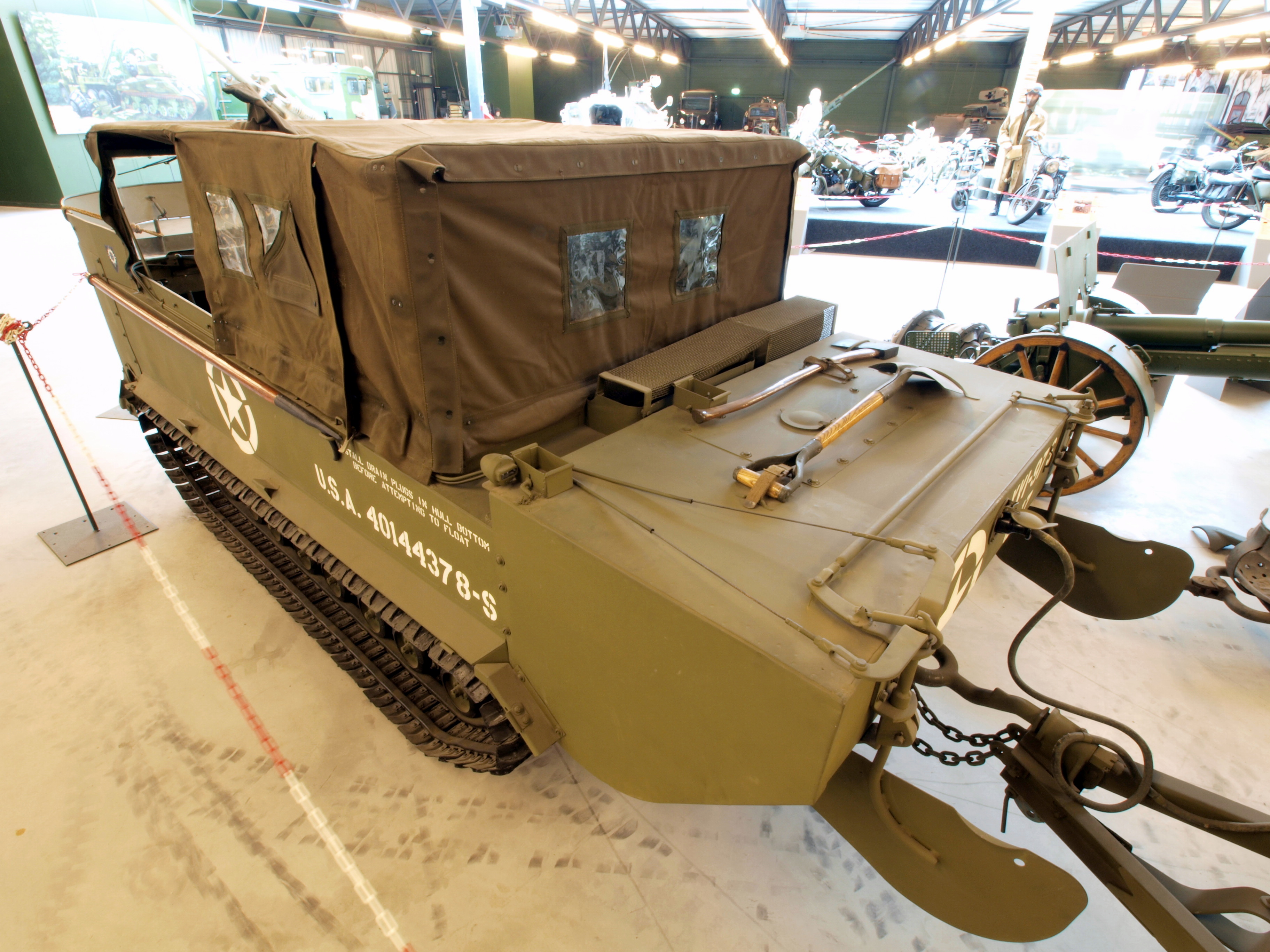
M29C Weasel mit Heckverlängerung und Ruderanlage für den Schwimmbetrieb

Er war vollständig amphibisch, ließ sich aber aufgrund seiner kantigen Bauweise, vor allem im Bugbereich, im Wasser schlecht steuern.

## Produktion
Die M28, M29 und M29 C wurde von 1942 bis 1945 in einer Stückzahl von insgesamt 15.124 Exemplaren gebaut.

## Einsatz
Der M29 Weasel wurde in verschiedenen Varianten eingesetzt. Neben den leichten Transportfahrzeugen für die Nachschubtruppen gab es Kommandofahrzeuge zur Mobilisierung der Kommandoposten, Funkwagen, Sanitätsfahrzeuge sowie Signalfahrzeuge.
Die Fahrzeuge waren nie offiziell an Kampfeinsätzen beteiligt, sondern erfüllten eine logistische Aufgabe.
Auch nach dem Zweiten Weltkrieg blieben die M29 weiterhin im Bestand der US-Streitkräfte und einiger verbündeter Nationen.
Zivil fand das Fahrzeug allgemein in der Polarforschung Verwendung, da es ursprünglich für dieses Gelände entwickelt wurde. Auch Norwegen kaufte einige der Fahrzeuge, die dort bis in die 1980er-Jahre ihren Dienst versahen.

## Varianten
- M28: Vorserienmodell und erstes Baulos
- M29: Geländefahrzeuge
- M29C: Amphibisches Geländefahrzeug

## Weiterentwicklung
Eine nennenswerte Weiterentwicklung auf Basis des M29 Weasel wurde 1957 als Polecat bekannt. Dabei wurden 2 Fahrzeuge gekoppelt. Weiterhin entstand in den 1970er-Jahren für das schwedische Militär bei Hägglunds der ebenfalls aus zwei gekoppelten Fahrzeugen bestehende Bandvagn 206.